# タイヨウのウタ
『タイヨウのウタ』（原題：태양의 노래、英題：Midnight Sun）は、2025年に製作された韓国映画。映画『パラサイト 半地下の家族』でパク家の長女・ダヘを演じて大ブレイクしたチョン・ジソ、男性アイドルグループVIXXのメンバーであるチャ・ハギョンが主演を務める。
本作は、2006年にシンガーソングライター・YUIと塚本高史主演で公開された日本映画『タイヨウのうた』の韓国リメイク作品である。
2025年5月16日より東京・新宿ピカデリーほか全国ロードショー。なお、日本公開が世界最速公開となる。

## あらすじ
17歳の少女・ミソルは、太陽の光にあたると生命を脅かされてしまうほどの難病 XP（色素性乾皮症）という病気を抱えており、幼少期から日光から遮断された家の中で暮らしている。それでも彼女はあたたかい家族、親友に囲まれ、類稀なる歌声を響かせながら毎日を生きている。
そんな彼女は、いつも部屋の窓から見えるフルーツ売りの青年・ミンジュンにひそかに憧れていた。運命に導かれ青年と対面しロマンスが芽生える中、彼女は自分の症状を無防備なミンジュンに必死に隠そうとする…。

## キャスト
- ミソル - チョン・ジソ
- ミンジュン - チャ・ハギョン
- チョン・ウンイン
- チン・ギョン（英語版）

## スタッフ
- 監督：チョ・ヨンジュン
- 制作会社：K-MOVIE STUDIO
- 製作会社：BY4M STUDIO
- 日本配給：ライツキューブ